# Capo Vil'd
Capo Vil'd (in russo мыс Вильда) si trova sulla costa nord-occidentale della penisola del Tajmyr, nel territorio di Krasnojarsk, in Russia. Si affaccia sul mare di Kara e separa la baia Sljudjanaja (бухта Слюдяная, buctha Sljudjanaja) dalla baia Ėklips (бухта Эклипс, buchta Ėklips). Poco più di 2 km a nord di capo Vil'd ci sono le due piccole isole di Mjačin. 

## Storia
Capo Vil'd, come l'isola di Vil'd (che si trova in direzione est nel golfo di Middendorff) prende il nome dal fisico e geofisico di origine svizzera Heinrich von Wild (1833-1902), chiamato in russo Genrich Ivanovič Vil'd.
Nel 1919 la Maud, la nave dell'esploratore norvegese Roald Amundsen, abbandonò su capo Čeljuskin due uomini, Peter Tessem e Paul Knutsen, dopo aver fatto base per l'inverno e continuò il proprio viaggio verso est. Nel 1921, Nikifor Alekseevič Begičev (1874-1927) guidò una spedizione sovietica alla ricerca di Tessem e Knutsen, su richiesta del governo della Norvegia. Controllando i resti dei fuochi, Begičev fu in grado di stabilire che gli uomini di Amundsen erano passati da capo Vil'd, a più di metà strada del loro viaggio, e che fino a quel punto tutto era andato bene. In seguito, il capitano Jakobsen, un norvegese che accompagnava Begičev, trovò una slitta abbandonata 90 km a ovest di capo Vil'd, segno che qualcosa era andato storto per i suoi due sfortunati connazionali.